# 聖母像
《聖母像》（義大利語：Madonna dei Fusi）又名《紡車邊的聖母》，是達文西的經典名畫之一，在藝術界更與《蒙娜麗莎的微笑》齊名。
《聖母像》是達文西應法國國王路易十二的顧問弗洛里蒙德·羅貝泰所託而繪的。此畫作共有兩個版本，分別被稱為貝克魯聖母及蘭斯登聖母，畫中的聖母手抱著嬰兒時期的耶穌，而耶穌則手執十字架形狀的紡錘。

## 貝克魯聖母
《聖母像》於18世紀被蘇格蘭第3任貝克魯公爵購入，之後一直未有易手。然而在2003年8月，該畫在德拉姆蘭里城堡展覽期間被盜，更被美國聯邦調查局列為「十大最珍貴失竊藝術品」之一。2007年10月4日，英國警方終於在蘇格蘭一寓所起出該畫。现藏于爱丁堡的苏格兰国家画廊.